# Das weiße Kaninchen
Das weiße Kaninchen è un film televisivo del 2016 diretto da Florian Schwarz.

## Trama
Per la timida tredicenne Sara, internet è un luogo di incontro e di rifugio ed è proprio in internet che fa amicizia con "Benny", diciassettenne molto empatico. Quella che Sara ignora è che dietro questo nome utente, che usa un coniglio bianco come immagine del profilo, si cela in realtà l'insegnante e padre di famiglia Simon Keller. 

## Premi e nomination
| Anno | Manifestazione                    | Premio                              | Categoria                                 | Ricevente                                                                                                   | Risultato       |
| ---- | --------------------------------- | ----------------------------------- | ----------------------------------------- | --- | --------------- |
| 2016 | Emden International Film Festival | Creative Energy Award               | Best Screenwriter                         | Holger Karsten Schmidt, Michael Proehl, FFP New Media GmbH e SWR Fernsehen                                  | Vincitore/trice |
| 2016 | FernsehfilmFestival Baden-Baden   | 3sat Zuschauerpreis                 | Miglior film                              | Florian Schwarz, FFP New Media GmbH e Südwestdeutscher Rundfunk                                             | Candidato/a     |
| 2016 | Festival de la Fiction TV         | La Rochelle TV Award                | Miglior film                              | FFP New Media GmbH                                                                                          | Candidato/a     |
| 2016 | Festival of German Film           | Medienkulturpreis                   | Best TV Editor                            | Claudia Gerlach-Benz e SWR Fernsehen                                                                        | Vincitore/trice |
| 2016 | Guenter Rohrbach Filmpreis        | Preis des Saarlaendischen Rundfunks | Besondere Leistung als Jungdarstellerin   | Lena Urzendowsky                                                                                            | Vincitore/trice |
| 2016 | Guenter Rohrbach Filmpreis        | Günter Rohrbach Filmpreis           | Miglior film                              | Florian Schwarz                                                                                             | Candidato/a     |
| 2016 | Prix Europa                       | Prix Europa                         | TV Fiction                                | FFP New Media GmbH                                                                                          | Candidato/a     |
| 2017 | Adolf Grimme Awards               | Adolf Grimme Award                  | Fiction                                   | Michael Proehl, Holger Karsten Schmidt, Florian Schwarz, Philipp Sichler, Devid Striesow e Lena Urzendowsky | Vincitore/trice |
| 2017 | Bavarian TV Awards                | Bavarian TV Award                   | Best Actor in a Movie Made for Television | Devid Striesow                                                                                              | Vincitore/trice |
| 2017 | German Television Awards          | German Television Award             | Miglior film per la televisione           | Michael Smeaton e Simone Höller                                                                             | Candidato/a     |
| 2017 | German Television Awards          | German Television Award             | Miglior sceneggiatura                     | Holger Karsten Schmidt                                                                                      | Candidato/a     |
| 2017 | German Television Awards          | German Television Award             | Miglior musica                            | Sven Rossenbach e Florian van Volxem                                                                        | Candidato/a     |
| 2017 | Günter Strack TV Award            | Günter Strack TV Award              | Miglior giovane attrice                   | Lena Urzendowsky                                                                                            | Vincitore/trice |
| 2017 | Jupiter Award                     | Jupiter Award                       | Miglior film televisivo tedesco           | | Candidato/a     |
| 2017 | Jupiter Award                     | Jupiter Award                       | Miglior attore televisivo tedesco         | Devid Striesow                                                                                              | Candidato/a     |
| 2017 | New Faces Awards                  | New Faces Award                     | Attrice                                   | Lena Urzendowsky                                                                                            | Candidato/a     |
| 2017 | Studio Hamburg Newcomer Award     | Studio Hamburg Newcomer Award       | Miglior attrice emergente                 | Lena Urzendowsky                                                                                            | Vincitore/trice |